# Las Hurdes, tierra sin pan
Las Hurdes, tierra sin pan (bra: Terra sem Pão) é um documentário espanhol de 1933, em curta metragem, dirigido por Luis Buñuel.